# 6e brigade de chasseurs
Pour les articles homonymes, voir 6e brigade.

## Missions
La 6e brigade de chasseurs (6. Jägerbrigade en allemand, abrégé 6. JgBrig) est la brigade d'infanterie de montagne de la Bundesheer, l'armée autrichienne. Similaire à une brigade d'infanterie classique, elle est spécialisée dans les opérations de haute montagne – l'ensemble de ses soldats sont des chasseurs alpins –  mais aussi sur des terrains difficiles ou dans des conditions extrêmes.

## Composition
Elle est composée du 6e bataillon de commandement (Stabsbataillon 6), des 23e, 24e et 26e bataillons de chasseurs (Jägerbataillon 23, 24 et 26) et du 2e bataillon du génie (Pionierbataillon 2). Elle est stationnée à Absam et ses bataillons se répartissent au Vorarlberg, en Carinthie, au Salzbourg et au Tyrol.

Insignes
Insigne de la 6e brigade de chasseurs